# Choquecota
Choquecota è un comune (municipio in spagnolo) della Bolivia nella provincia di Carangas (dipartimento di Oruro) con 2.143 abitanti dato 2010.

## Cantoni
Il comune è suddiviso in 2 cantoni.
- Asuncion Laca Laca
- Choquecota